# Daniel Wayne Sermon

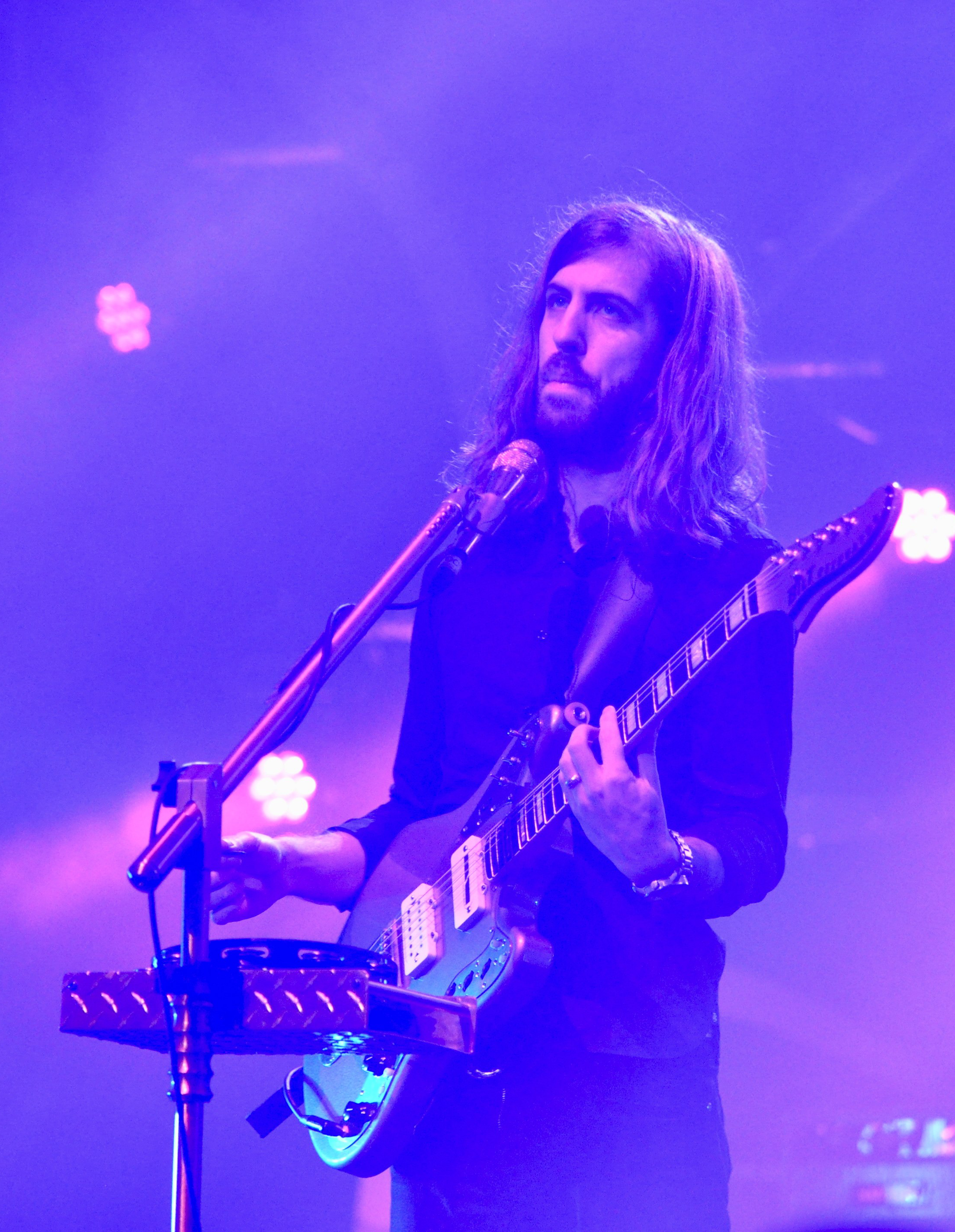
Wayne Sermon

Daniel Wayne "Wing" Sermon (* 15. června 1984, American Fork, Utah) je americký hudebník, kytarista skupiny Imagine Dragons, jejímž žánrem je alternativní rock. Kromě akustické kytary ovládá hru na cello, elektrickou kytaru, mandolínu a klavír. Se svou ženou Alexandrou mají dva syny.

## Život
Sermon se narodil ve městě American Fork v Utahu a je jedním z pěti dětí. Jako malý rád poslouchal vinylové desky od Beatles, takže rozhodnutí stát se kytaristou na sebe nenechalo dlouho čekat. Začal chodit na Berklee College of Music, kde absolvoval v roce 2008.
Již na škole se seznámil s bubeníkem Andrewem Tolmanem, který ho přivedl do kapely Imagine Dragons. Kapela vydala v roce 2012 své první album Night Visions, které oslavilo mnoho úspěchů. V roce 2015 vydali své druhé album s názvem Smoke + Mirrors.